# Stan Tracey
Stan Tracey CBE (rodným jménem Stanley William Tracey; 30. prosince 1926 – 6. prosince 2013) byl britský jazzový klavírista, otec jazzového bubeníka Clarka Traceyho. Nejprve hrál na akordeon a později se věnoval divadlu. Počátkem padesátých let odehrál britské turné s Cabem Callowayem. V roce 1994 vydal na značce Blue Note Records album Portraits Plus, které získalo řadu ocenění. Během své kariéry spolupracoval s mnoha hudebníky, mezi které patří Ronnie Scott, Tony Crombie, Ted Heath, Art Themen nebo Dizzy Reece. Zemřel na rakovinu ve svých šestaosmdesáti letech.